# Тулалан, Жереми
Жереми́ Тулала́н (фр. Jérémy Toulalan, французское произношение [ʒeʁemi tulalɑ̃]; род. 10 сентября 1983[…], Нант, метрополия Франции) — французский футболист, полузащитник. Участник чемпионата Европы 2008 и чемпионата мира 2010 в составе сборной Франции.

## Клубная карьера

### «Нант»
Жереми, воспитанник футбольной академии «Нанта». В сезоне 2001/02, во встрече против «Ренна» Тулалан дебютировал в Лиге 1. Он также сыграл за Нант в одном из матчей Кубка УЕФА. Следующие два сезона он выступал в основном за резервную команду, из-за большой конкуренции. В сезоне 2004/05, Жереми завоевал место основного полузащитника. В том же сезоне он забил свой единственный гол за команду, в матче против «Страсбурга». По окончании чемпионата Жереми был удостоен звания «Лучший Молодой футболист года». Благодаря удачной игре полузащитника, команда заняла 17 место и сохранила прописку в Лиге 1. Тулалан провел в клубе ещё один сезон, после чего покинул команду в 2006 году.

### «Лион»
В 2006 году «Лион» за 7 млн евро выкупает у «Нанта», права на полузащитника. В новом клубе Тулалан должен заменить ушедших в межсезонье Мамаду Диарра и Жереми Клемана. 17 мая 2006 года полузащитник подписывает с «Лионом» четырехлетний контракт.
В «Нанте» Жереми выступал под 17 номером и в новой команде он хотел оставить его за собой, но так как 17 номер навечно закреплен за Марком-Вивьеном Фоэ, Тулалан выбрал № 28. Матч против своего бывшего клуба «Нанта» стал для полузащитника дебютным за «Олимпик». Вместе с Кимом Чельстремом и Жуниньо Тулалан образует одну из лучших линий полузащиты в чемпионате Франции. С «Лионом» Жереми дважды выигрывает Лигу 1.
В сезонах 2004/05 и 2007/08 полузащитник был включён в символическую сборную чемпионата Франции. К Тулалану проявлял интерес лондонские «Арсенал» и «Челси», но Жереми решил остаться в «Лионе». 7 марта 2008 года он продлил свой контракт с клубом до 2013 года.
13 января 2010 года в матче против «Метца» Тулалан забил свой первый и единственный гол за «Лион» в чемпионате Франции.

### «Малага»
11 июня 2011 года Тулалан перешёл в испанскую «Малагу» за 10 млн. €, с которой он подписал четырёхлетнее соглашение. 28 августа в матче против «Севильи», Жереми дебютировал за новый клуб. 28 ноября в поединке против «Вильярреала» французский полузащитник забил свой первый гол за новую команду, но в той же игре он получил красную карточку и был удалён с поля.

### «Монако»
6 июля 2013 года «Монако» объявил о переходе Тулалана. С ним был подписан контракт по системе 2+1.

### «Бордо»
22 июня 2016 года «Бордо» объявил о подписании контракта с Тулаланом. Зимой 2018 Тулалан расторг контракт по собственной инициативе.

## Международная карьера
Тулалан начал привлекаться к играм за национальные команды Франции различных возрастов с 2000 года.
Первый матч за сборную Франции сыграл 11 октября 2006 года против Фарерских островов, в рамках отборочного турнира Евро—2008. Уверенной игрой Жереми завоевал путевку на Чемпионат Европы и был одним из немногих футболистов национальной команды, удостоившихся лестных слов после проваленного турнира. После первенства Европы Тулалан начал регулярно привлекаться в сборную страны, выиграв конкуренцию у Алу и Лассана Диарра, Рио Мавубы, Клода Макелеле, и, по словам тренера французов Раймона Доменека, стал идеальным кандидатом на замену Патрику Виейра после завершения его карьеры в национальной команде.
Жереми попал в заявку сборной на поездку в ЮАР на Чемпионат мира в 2010 году, но Франция вновь выступила неудачно, вылетев после группового этапа. 6 августа 2010 года Тулалан стал одним из пяти футболистов, вызванных Дисциплинарным комитетом французской федерации футбола для разбирательств по забастовке футболистов на первенстве мира. 17 августа он получил один матч дисквалификации национальной команды.

## Достижения

### Командные
«Олимпик Лион»
- Чемпион Франции (2): 2006/07, 2007/08
- Обладатель Кубка Франции: 2008

### Личные
- Молодой игрок года во Франции: 2004/05